# はじめてのキナシ
『はじめてのキナシ』は、2011年7月1日に放送されたテレビ朝日の特別番組。

## 概要
生誕50年を数えた木梨憲武がやった事の無いジャンルに挑む。まず一般人代表として相手役の杉村太蔵が挑戦し、「一般人はこれぐらいできる」と基準として木梨が改めてどのぐらいできるか試す。スマートフォンの画面をスライドするような演出で進む。

## 挑戦した項目
- 新体操の鞍馬
- 鶴瓶の家族に乾杯のような地方ロケ
- 演芸の紙切り

## 出演者
- 木梨憲武
- 杉村太蔵
- 松木安太郎
- 渡部建
- ナイツ

指導者
- 米田功
- 林家正楽